# Stella al bario
Le stelle al bario sono delle stelle giganti di classe G o K, i cui spettri indicano una sovrabbondanza di elementi prodotti dal processo s, come bario monoionico (Ba I) e diionico (Ba II), alla lunghezza d'onda λ di 455,4 nm. Inoltre mostrano delle pronunciate linee spettrali associate al carbonio e ad alcuni suoi composti, come CH, CN e C2.
Gli studi condotti sulla velocità radiale delle stelle al bario inducono a pensare che si tratti di stelle binarie; inoltre, l'osservazione agli ultravioletti tramite l'International Ultraviolet Explorer ha rivelato la presenza di nane bianche in alcuni di questi sistemi.
Gli astrofisici ritengono che le stelle al bario siano il risultato del trasferimento di massa all'interno di un sistema binario; tale trasferimento sarebbe avvenuto quando esse si trovavano ancora nella fase di sequenza principale. La compagna, la stella donatrice, era una stella al carbonio del ramo asintotico delle giganti (AGB), che aveva sintetizzato nel proprio interno il carbonio ed altri elementi del processo s; tali elementi sono poi stati portati in superficie dai moti convettivi all'interno della stella. Una parte di questa materia è stata trasferita dalla stella AGB, giunta alle fasi conclusive della propria evoluzione e in procinto di trasformarsi in nana bianca, alla compagna di sequenza principale. Il trasferimento di  massa avverrebbe inoltre in tempi relativamente brevi, su scala astronomica. Dal trasferimento di massa sarebbe ormai trascorsa una quantità di tempo indefinita, durante la quale la stella ricevente ha terminato la sequenza principale e si avvia ad evolversi in gigante rossa.
Durante la propria evoluzione, una stella al bario potrebbe talvolta essere più estesa e fredda rispetto ai limiti imposti dalle classi spettrali G o K; in questi casi, una stella "normale" sarebbe di tipo spettrale M, ma l'accumulo di elementi del processo s potrebbero far sì che la stella mostri la propria composizione alterata come una peculiarità spettrale. Quindi, sebbene la temperatura superficiale dell'astro rientri nel range imposto dalla classe M, la stella mostrerebbe nello spettro le linee di assorbimento dell'ossido di zirconio (ZrO), uno degli elementi prodotti nel processo s; in questo caso, la stella verrebbe classificata come una stella di classe S.
Inizialmente, le stelle al bario costituivano un enigma per gli astrofisici: infatti, nel modello standard sull'evoluzione stellare le giganti di classe G e K non possiederebbero una massa sufficiente per sintetizzare il carbonio e gli elementi del processo s e miscelarli nella propria superficie; la scoperta della natura binaria di tali stelle ha però risolto il problema, in quanto colloca l'origine di tali elementi all'interno di stelle sufficientemente massicce da poter creare tali elementi.
Secondo l'ipotesi del trasferimento di massa vi sarebbe un cospicuo numero di stelle di sequenza principale che mostrerebbe le peculiarità spettrali delle stelle al bario; una di queste è HR 107, nella costellazione dei Pesci.
Tra le stelle al bario più note vi sono ζ Capricorni, HR 774 e HR 4474.